# Kosmos 110
Kosmos 110 (ros. Космос-110) – radziecki satelita, ostatni wystrzelony w kosmos statek Woschod. Był pierwszym radzieckim biosatelitą od czasu misji Korabl-Sputnik 5 z 1961.
Na pokładzie satelity znajdowały się dwa psy: mieszańce Wietierok i Ugolok. Spędziły one 22 dni na orbicie okołoziemskiej.
Kapsuła ze zwierzętami wylądowała 16 marca 1966. Wróciły wycieńczone, jednak misję uznano za zakończoną sukcesem.
Konstrukcja Kosmosa 110 stała się bazą dla biosatelitów Bion, wynoszonych na orbitę w latach 1973-1996.